# Natté
Natté (aus dem französischen „geflochten“) ist ein Textilgewebe in Aida- oder Panamabindung. Aufgrund dieser Webarten hat Natté oft ein Schachbrett- oder Würfelmuster. Das Gewebe ist großporig und daher luftdurchlässig. Es wird für Dekorationszwecke und Wäsche eingesetzt.
Die Kettgarne sind in der Regel feiner als die Schussgarne. Bei Natté wird die Würfelmusterung mit drei Kett- und zwei Schussfäden gemacht, feinere Waren auch mit 3 oder 4 parallelbindenden Fäden. Bei sehr loser Ware werden Tuchbindefäden eingefügt.